# Chain of Fools (sång)
Chain of Fools är en låt komponerad av Don Covay, och lanserad som singel av Aretha Franklin sent 1967. Den blev en stor amerikansk hit i januari 1968. Den togs med på albumet Lady Soul 1968, och finns även i en liveversion på albumet Aretha in Paris från samma år. Joe South spelar gitarr på låten och står för det distinkta öppningspartiet.
Låten blev tilldelad 1969 års Grammy för "bästa kvinnliga R&B-sånginsats". 2004 blev låten listad av magasinet Rolling Stone som #249 i listan The 500 Greatest Songs of All Time. Låten finns med i den irländska filmen The Commitments (1990).

## Listplaceringar
- Billboard Hot 100, USA: #2[1]
- Billboard R&B Singles: #1
- UK Singles Chart, Storbritannien: #43[2]
- RPM, Kanada: #4[3]
- Tyskland: #36[4]
- Nederländerna: #11[5]